# Franc-maçonnerie à Dunkerque
La franc-maçonnerie à Dunkerque, étudiée pour la période des XVIIIe – XIXe siècles, présente la particularité de son ancienneté : la ville a vu l'implantation d'une des premières loges de la franc-maçonnerie en France. La situation lors de ces deux siècles a pu être vue par un auteur comme une sorte d'âge d'or pour l'institution, constituée alors de « cercles riches et bien fréquentés », malgré une éclipse au milieu du XIXe siècle avec la disparition des deux plus anciennes loges, avant une renaissance à l'aube du XXe siècle.

## Histoire
Le 13 octobre 1721, est instituée la première loge maçonnique de Dunkerque, « Amitié et Fraternité », rattachée à la franc-maçonnerie en Grande-Bretagne,,. Il s'agit d'une des premières en France. 
En 1741, la loge dunkerquoise voit confirmée sa primauté dans le département maritime de la Flandre française, avec pouvoir d'inspecter toutes les autres loges dans cet espace. En application de ce droit, elle délivre en 1765 des lettres de constitution et d'installation aux personnes souhaitant en créer une à Gravelines, à laquelle les dunkerquois donnent le nom de « Saint-Jean-du-Désert », sous le patronage de Louis de Bourbon-Condé, grand-maître de la première Grande Loge de France.
En ce XVIIIe siècle, elle n'accepte pour membres que des personnes de qualité ou notables (administrateurs, négociants, agents publics, membres de la chambre de commerce, les artisans étant refusés...), seules estimées disposer de l'éducation nécessaire pour recevoir correctement les personnalités de haut rang de passage.
À côté des loges « officielles », affiliées à la première Grande Loge qui devient le Grand Orient de France, se constituent épisodiquement des ateliers considérés comme non réguliers car formés de personnes de toute qualité et/ou non reconnues par les instances nationales.
En 1786, se crée la loge de « La Trinité ». 
En 1790, sur l'intercession du vénérable d'Amitié et Fraternité auprès du Grand Orient de France, est reconnu et officiellement installé un atelier formé de réfugiés hollandais sous le nom de « Loge des Vrais-Bataves », dont le sceau est visible en ligne. Ainsi, à la fin du XVIIIe siècle, Dunkerque compte au moins trois loges maçonniques régulières, sans compter les loges militaires, non considérées comme dunkerquoises, car arrivées avec les régiments qui passaient par la ville avec leur loge, à une époque où leur affectation variait souvent.
La période de la Révolution française est un moment difficile. Les loges sont « concurrencées » dès 1790 par le club politique dunkerquois , la « société des amis de la Constitution », club dont plusieurs fondateurs sont des membres influents des loges. Les débats importants ont désormais lieu dans le club et les loges sont moins fréquentées. Comme partout en France, en particulier lors de la Terreur, où toute réunion, a fortiori de « notables », aurait pu facilement être considérée comme suspecte, elles doivent interrompre leur activité jusqu'en 1797, année de suppression des sociétés populaires par le conseil des Cinq Cents. Par la suite, elles sont autorisées mais sous la surveillance de la police qui a le droit de pénétrer dans leur enceinte. Les loges attirent alors de nouveau des personnalités locales.
Les loges maçonniques de Dunkerque poursuivent leurs activités dans les années qui suivent, années considérées comme une période faste par un observateur, considérant l'appartenance à la « bonne société » des membres, la tenue d'assemblées dans une certaine transparence comme l'organisation de manifestations conviviales, (banquets, voire « soirées dansantes ».
Dans les années 1830-1840, des difficultés, problèmes financiers en particulier, apparaissent. Dans un sursaut, en 1845, les loges  Amitié et Fraternité, La Trinité, La Vertu unissent leur action pour créer une école pour adultes ouvertes aux ouvriers pour améliorer leur condition sociale. Le maire par intérim de Dunkerque y assiste et prononce un discours lors de l'inauguration du 1er mai 1845. L'école accueille cinquante élèves.
En 1849, Amitié et Fraternité, plus ancienne loge dunkerquoise, cesse d'exister. Dans la principale loge qui demeure, La Trinité, un certain déclin se constate également, par la qualité sociale moindre des présidents ou vénérables qui n'appartiennent plus obligatoirement à la « bonne société » et elle disparait à son tour en 1860.
La franc-maçonnerie renait à Dunkerque tout à la fin du XIXe siècle avec l'installation en 1891 d'une nouvelle loge Amitié et Fraternité.

## Loges
Plusieurs loges maçonniques ont existé à Dunkerque au fil du temps : à la fin du règne de Charles X, quatre loges régulières sont recensées : L'Amitié et Fraternité, La Trinité, La Vertu, La Trinité unitaire, qui disparut rapidement en 1832, certains francs-maçons faisant partie de plusieurs loges . Pour la période considérée, deux d'entre elles ont fait l'objet de recherches plus approfondies.

### Amitié et Fraternité
La « Loge chapitrale et Écossaise de Saint-Jean de l'Amitié et Fraternité » , parfois dénommée « Loge de Saint-Jean d'Écosse », est fondée le 13 octobre 1721 sous l'égide du duc de Montagu, (John Montagu), grand-maître de la grande Loge de Londres qui préside un banquet maçonnique à Dunkerque. Il donne à la loge un manuscrit sur parchemin, richement enluminé, écrit en français par Brunetto Lattini, le maître de Dante Alighieri, document disparu lors d'un incendie en 1929. Le premier maître de la loge dunkerquoise est le « frère » Romalet.
Elle est d'abord réservée aux seuls marins Anglais : depuis les Traités d'Utrecht (1713), ceux-ci sont nombreux à Dunkerque pour veiller au comblement du port prévu par ces traités, puis elle passe à « l'Écossisme ». À ses débuts, elle n'adopte que les trois degrés primitifs des loges : apprenti, compagnon, maître, puis inspirée par la franc-maçonnerie écossaise, les grades, accessibles après cérémonie d'initiation, se multiplient.
En 1738, le grand maître de la Grand Loge d'Angleterre, vient confirmer la charte de constitution dans les mains du vénérable dunkerquois : de la Bretaigne. Selon R. de Bertrand, cette confirmation est le fait, en 1732, non du grand maître de la loge d'Angleterre, mais de Charles Radclyffe, comte de Derwentwater en tant que « grand maître de la Grande Loge de France ». Il confirme les patentes constitutives de la loge symbolique de Saint-Jean, Orient de Dunkerque.
Louis de Pardaillan de Gondrin, duc d'Antin, et grand maître de la Grande Loge de France, reconnait le 3 juillet 1741 la régularité de la loge, sa primauté dans le département et son droit d'inspecter les autres loges de celui-ci,. Elle reçoit des constitutions en 1756, renouvelées en 1760. Selon certains historiens, la date de 1756, ou à la rigueur celle de 1743, serait celle à retenir pour la fondation d'une loge maçonnique régulière à Dunkerque. La date de 1756 est celle retenue par le site data de la Bibliothèque nationale de France.
Le Grand Orient de France étant devenu en 1773 l'obédience nationale de la franc-maçonnerie en France, les dunkerquois demandent leur affiliation et de nouvelles constitutions conformes au nouvel ordre créé. Celles-ci sont lues en assemblée en juin 1781 et la loge installée conformément à ces dispositions. Elle verse sa contribution annuelle à la loge-mère en fonction du nombre de frères inscrits sur ses tableaux. Du fait de cette inscription régulière, le Grand Orient lui demande fréquemment des renseignements sur des ateliers non affiliés dont il avait entendu parler, ainsi à plusieurs reprises entre 1781 et 1784, ou encore en 1786 à propos d'une loge dite de Saint-Georges. Selon L. Lemaire, Amitié et fraternité s'y pliait volontiers, redoutant de voir l'institution dégénérer en se démocratisant.
En 1786, la loge est reconnue par le « Grand Orient de Bouillon », (loge du duché de Bouillon rattaché à la principauté de Liège; voir franc-maçonnerie en Belgique) avec signatures de plusieurs princes de différentes branches princières de la maison de Rohan, ce qui fut considéré par les dunkerquois comme un grand honneur et une reconnaissance du travail accompli.
Confrontée aux difficultés de la période de la révolution française, elle met fin à ses activités le 16 juin 1792. L'interruption dure cinq ans jusqu'à la reprise des sessions le 10 septembre 1797.
La loge, en relations avec nombre de ses semblables de différents pays d'Europe, jouit d'une bonne réputation : en 1802, lors du congrès maçonnique rassemblant à Douai des délégués venus de la région et de Paris, le vénérable d'Amitié et Fraternité est élu président de l'assemblée, en reconnaissance de cette renommée.
Elle montre son souci de se rattacher aux origines écossaises de la franc-maçonnerie. En 1803, un « souverain chapitre des grands Inquisiteurs commandeurs du Rit écossais philosophique », (rite maçonnique), y est institué avec l'accord du Grand Orient de France. De même, en 1809, y est créé le « souverain chapitre régulier du sublime ordre royal de Heredom Kilwinning d'Écosse, en vertu de l'autorisation de la grande loge métropolitaine d'Édimbourg et sous les auspices du très illustre frère Jean Matheus, grand maître provincial du Rit Heredom en France », (ordre royal d’Écosse).
Au cours de son évolution, la loge recherche les moyens d'approfondir les réflexions menées : en 1812, installation d'un atelier ou chapitre des grands architectes; en 1814, fondation d'un convent philosophique, en 1815, elle compte sept ateliers différents. On cultive les relations avec les maçons des autres villes : en 1815, Amitié et Fraternité est affiliée à 37 loges, dont plusieurs situées dans la région. La même année, alors que la France est occupée par les Alliés à la suite de la chute de Napoléon Ier, on reçoit des officiers de cavalerie anglaise dont le régiment stationne à Cassel,.
Après 1821, la situation se dégrade : perte de membres, perte des valeurs, investissements discutables, création dans la société de l'époque d'associations diverses faisant « concurrence ». Un sursaut intervient en 1845 avec l'ouverture de l'école d'adultes évoquée ci-dessus, mais la situation financière étant devenue impossible, des poursuites judiciaires et saisies ont lieu : en 1847, le tribunal d'instance de Dunkerque vend les biens immobiliers , et en 1849, vient le tour des biens mobiliers pour dédommager les créanciers, les archives étant récupérées par les loges La Trinité et La Vertu. La loge comptait alors soixante membres,.
Nombre de ses anciens affiliés vont se retrouver dans une nouvelle association : la société savante « société dunkerquoise d'encouragement aux sciences, aux lettres et aux arts » fondée en 1851, qui s'inscrit dans le grand mouvement des sociétés savantes du XIXe siècle.
Il faudra attendre 1891 pour voir la loge se reconstituer, sous l'impulsion du docteur Desmons, médecin major au 110e régiment d'infanterie en garnison à Dunkerque depuis 1873.

### Trinité
La loge « La Trinité » s'est formée en 1784. Les membres d'Amitié et Fraternité ne la reconnaissent en tant que loge régulière qu'après courrier reçu du Grand orient de France qui le confirme. La Trinité peut alors être officiellement installée par les délégués d'Amitié et fraternité le 4 août 1784, les deux instances vont ensuite entretenir des relations suivies .
Au fil du temps, La Trinité rassemble, le plus souvent, des personnes de condition sociale moins brillante qu'Amitié et Fraternité; dans La Trinité, ne figure aucune personne de premier plan de la ville, mais des petits fonctionnaires, des militaires, des artisans, commerçants.
En décembre 1797, après l'interruption due à la révolution française, les activités reprennent.
Le 18 juin 1816, elle inaugure dans son temple la buste du « bon roi » Louis XVIII et le 18 août elle célèbre la fête de Saint-Jean-Baptiste, son « patron ».
En 1819, un Ordre du Temple, faisant référence à l'ordre du Temple du Moyen-Âge, est érigé au sein de la loge. Après quelques années, cet ordre tente de se rattacher à un ordre de templiers parisiens, en se recommandant notamment de Bernard-Raymond Fabré-Palaprat. En 1834, est institué le convent de Dunkerque. Les « chevaliers templiers »  de Dunkerque finissent par se séparer de « l'ordre » parisien en 1841. Par la suite, le convent connait les difficultés que va traverser la loge elle-même et va disparaitre en 1858 peu de temps avant l'extinction de celle-ci. Il semble que ces nouveaux « templiers » aient été diversement appréciés y compris à l'intérieur de la franc-maçonnerie (voir Légendes au sujet des Templiers).
En 1826, un conflit oppose des membres entre eux ce qui conduit à un « schisme » et à la création d'une nouvelle loge « La Trinité Unitaire » qui n'eut qu'une existence éphémère.
Au moment où Amitié et Fraternité disparait, La Trinité affronte également des difficultés financières : elle a dû déménager en 1831 pour un local plus petit et moins coûteux.
La révolution de 1848 amène des tensions car les membres de la loge se divisent en adoptant des positions politiques différentes voire adversaires. Plusieurs cessent d'appartenir au mouvement, les nouveaux venus proviennent de catégories sociales moins relevées, les anciens d'Amitié et Fraternité, pourtant sans atelier à ce moment, ne s'y inscrivant pas pour ne pas « déchoir ».
En 1858, pour survivre, les loges La Trinité et  La Vertu fusionnent et reçoivent du Grand Orient de France une constitution nouvelle « Trinité et Vertu réunies ». Toutefois, de nouvelles divisions apparaissent et en 1860, le Grand Orient la supprime,.
Suivent des années confuses d'affrontement entre maçons, de tentative de création d'une nouvelle loge (« Ordre et Travail » en 1861), La Vertu tente ensuite de se reconstituer et y parvient difficilement jusqu'à la fin du siècle, mais semble-t-il sans être reconnue par le Grand Orient. La liquidation des biens intervient en 1862, à la suite d'une décision du tribunal de Dunkerque saisi par les anciens membres des deux ateliers se disputant la propriété des biens.

## Valeurs
En 1765, lorsque la loge dunkerquoise donne des lettres de constitution à la future loge de Gravelines, elle le fait « au nom du grand architecte de l'Univers ».
Les valeurs recherchées et affichées en ce XVIIIe siècle sont la convenance, la dignité, la concorde, l'obéissance, l'amitié fraternelle et autres qualités du même ordre.  La loge Amitié et Fraternité  a pour saint patron Saint-Jean-de Jérusalem. On ne manifeste d'hostilité ni envers la religion catholique ni vis-à-vis d'aucune religion : jusqu'en 1789, lorsqu'un « frère » décède, on se cotise pour faire célébrer une messe et les membres s'y rendent en habit noir et gants blancs. Un prêtre peut présider la loge comme c'est le cas pour l'abbé Henri en 1774-1775, malgré la condamnation officielle de l'Église par la bulle « in eminenti apostolatus specula » du pape Clément XII en 1738, répétée le 18 mai 1751 par le pape Benoît XIV qui condamne « l'ordre maçonnique » dans l'encyclique Providas romanorum pontificum (elle interdit à tout chrétien catholique la fréquentation des francs-maçons), mais ces prescriptions demeurent peu appliquées en France (le Parlement n'y donna pas suite) (voir Franc-maçonnerie en France).
En ce même siècle, on affiche sa fidélité au roi et au pays : en 1781, la loge Amitié et fraternité fait chanter à Dunkerque une messe solennelle avec Te Deum à l'occasion de la naissance du Dauphin. En 1782, on s'y cotise pour contribuer à la construction d'un navire destiné à être offert au roi et en 1789, la loge envoie à Paris une somme de trois cents livres à titre de « contribution au don patriotique pour les besoins de l'État ».
En 1797, après la suspension des sessions pendant cinq ans, l'admission à une loge se fait après avoir prêté serment de fidélité à la République française, usage qui resta quelque temps en vigueur. Jusqu'en 1799, aux valeurs anciennes succèdent la liberté, l'égalité, la paix et la charité, parfois la haine de la royauté et de l'anarchie, fidélité et attachement à la République, puis on revient aux valeurs initiales. Lors de l'accession au pouvoir de Napoléon Bonaparte en tant que premier consul, son portrait, en tant qu'homme ayant mis fin à la guerre, la fête de la paix ayant été célébrée le 9 novembre 1801 dans la loge Amitié et Fraternité, est installé dans les loges,.
Le règlement intérieur, de 249 articles, adopté en 1810 dans une des loges dunkerquoises révèle les principales valeurs alors recherchées par les maçons : obligation pour les membres de pratiquer la bienfaisance et la philanthropie, relations en loges fondées sur l'esprit de coopération dans l'égalité de tous, discussions en loges limitées aux thèmes intéressant la maçonnerie, interdiction de traiter en loge de politique et/ou de religion.
En ce XIXe siècle débutant, les loges se plient aux changements politiques : favorables au Premier Empire sous Napoléon Ier, royalistes sous la Restauration, etc.. « Sous la Restauration, les maçons dunkerquois sont ardents royalistes et catholiques pratiquants». Elles approuvent la révolution de 1830, (Trois Glorieuses) et l'avènement du roi citoyen avant même que le Grand Orient de France ne le fasse officiellement. Par la suite, la révolution de 1848 a lieu alors qu'elles connaissent des difficultés et elles disparaissent peu après.

## Personnalités
Une association dunkerquoise a recensé les différents responsables des loges de Dunkerque et Gravelines depuis les débuts de la franc-maçonnerie jusqu'en 1912. Quelques noms peuvent être relevés : 
- Martin père, président de la loge Amitié et Fraternité en 1756, trésorier de l'extraordinaire des guerres, rattaché à l'état-major de Dunkerque[7].
- Poisson Deslondes, ingénieur des fortifications, vénérable en 1767-1768[8].
- Abbé Jean-Baptiste Henri, prêtre et diacre de l'église Saint-Éloi de Dunkerque, vénérable de la loge Amitié et Fraternité du 20 juin 1774 au 14 juin 1775, puis surveillant jusqu'à sa mort en 1782[59]; craignant des difficultés avec l'Église, il brûla avant sa mort les constitutions anciennes de la loge, ce qui empêcha celle-ci de prouver son ancienneté[68].
- Charles Godefroy de Beaumont, grand vicaire d'Arras, rose-croix, élu en 1802 membre honoraire d 'Amitié et fraternité[69].
- Jean-Marie Joseph Emmery, négociant, député, baron d'Empire, vénérable de la loge Amitié et Fraternité de 1788 à 1790; intervient auprès du Grand Orient de France pour faire reconnaitre comme loge officielle celle formée de réfugiés hollandais[12], de nouveau vénérable de 1813 à 1814.
- Pierre Joseph Willebald Thibault, (1755-1804), docteur en médecine, médecin en chef de l'hôpital militaire de Dunkerque, officier municipal de 1790 à 1793, élu vénérable d'Amitié et Fraternité en 1790, de nouveau vénérable en 1802, délégué en 1802 au congrès des loges de France à Douai, élu président de ce congrès[70].
- Jean Baptiste Thomas Power, adjoint au maire de Dunkerque, président d'Amitié et Fraternité en 1806[71].
- Louis Jean Baptiste Bretocq, ingénieur de la Marine, par la suite sous-directeur des constructions navales à Rochefort[72], puis, directeur des constructions navales de l'Arsenal de Cherbourg, chevalier de la Légion d'honneur en 1814 (et officier en 1829)[73], président d'Amitié et Fraternité en 1807[64] et de nouveau de 1814[40] à 1816[72].
- Laurent Coppens, fait baron par Louis XVIII en 1814, député du Nord, membre du conseil général, membre de La Trinité en 1834[50].
- L. Taverne, ancien vénérable d'Amitié et Fraternité, a racheté le manuscrit de Bruneto Lattini, lors de la disparition de la loge en 1849, et le donne à la bibliothèque municipale, laquelle brûla en 1929[28].
- Docteur Desmons, médecin major au 110e régiment d'infanterie, en garnison à Dunkerque, franc-maçon depuis 1871, fait renaître l'ancienne loge Amitié et Fraternité en 1891. A été grand maître de la grande loge de France en 1918-19 et souverain grand commandeur honoraire du 15 septembre 1926 au 18 juillet 1929, décédé à Hazebrouck[74].